# Червоный Яр (Ореховский район)
Червоный Яр (укр. Червоний Яр) — село, Омельникский сельский совет, Ореховский района, Запорожская область, Украина.
Код КОАТУУ — 2323987504. Население по переписи населения 2001 года составляло 111 человек.

## Географическое положение
Село Червоный Яр находится на расстоянии до 2-х км от сёл Панютино, Тимошевка и Никольское. По селу протекает пересыхающий ручей с запрудой.
Через село проходит автомобильная дорога Т-0408.